# 自由报 (乌克兰)
《自由报》（羅馬化：Svoboda）是乌克兰现存的最古老的报纸，也是西方世界被最为广泛阅读的乌克兰报纸。

## 历史
自由报于1893年9月11日由格里戈里·格鲁什卡神父在新泽西州泽西市创刊。1894年2月22日起，乌克兰国家协会将该报作为其机关报。它于1894年3月1日起两周一刊，1914年8月8日起三周一刊，并于1921年1月3日起每日發行。自由报作为北美乌克兰人发声的重要渠道，在讨论和解决移民问题方面发挥了重要作用。在乌克兰籍加拿大人期刊（如《卡纳迪斯基农报》）建立之前，它是加拿大中唯一的乌克兰语报纸。但在二战期间由于其靠向纳粹的立场而被加拿大禁止出版。在北美之外，居住在巴西、加利西亚和布科维纳的乌克兰人也订阅了该刊物。其最高发行量曾达到18,000份。它为那些关注乌克兰移民和新世界生活的知识分子提供了交流渠道。这些知识分子通过该刊物来改善他们的生活方式，并与欧洲文明的思想保持一致。该刊参与了一个教育项目，成功促进了乌克兰学校的建立，同时促进了世界各地学习关于乌克兰语和历史的知识。